# カイル・アグォン
カイル・アグォン（Kyle Aguon、1989年4月14日 - ）は、アメリカ合衆国の男性総合格闘家。グアム出身。SPIKE22所属。元PXCバンタム級王者。パンクラス時代の表記はカイル・アグオン。妻は元総合格闘家の山本美憂。

## 来歴

### PXC
2008年7月25日、PXCでプロデビュー。
2013年10月25日、PXCバンタム級タイトルマッチで、田中路教と対戦し、0-3の判定負け。王座獲得に失敗した。
2014年10月24日、PXCバンタム級タイトルマッチで、ロランド・ディと対戦し、2-1の判定勝ちを収め王座獲得に成功した。
2015年6月13日、PXCバンタム級タイトルマッチで、ロランド・ディと初防衛戦で再戦。計量でロランド・ディが体重オーバーをしたため、ノンタイトル戦に変更されて対戦し、2-1の判定勝ち。
2016年1月16日、PXCバンタム級タイトルマッチにて挑戦者のクァク・グァンホと初防衛戦で対戦し、0-3の判定負けを喫し王座を失う。

### パンクラス
2017年2月5日、パンクラス初参戦となったPANCRASE 284で新居すぐると対戦し、3-0の判定勝ち。
2017年8月20日、PANCRASE 289でISAOと対戦し、2-1の判定勝ち。
2019年10月20日、パンクラスフェザー級タイトルマッチで王者のISAOと再戦し、1-2の判定負け。王座獲得に失敗した。

### RIZIN
2020年2月22日、RIZIN初出場となったRIZIN.21にてヴガール・ケラモフと対戦し、0-3の判定負けを喫した。
2020年5月22日、総合格闘家の山本美憂と婚約したことを発表した。
2020年12月31日、RIZIN.26でクレベル・コイケと対戦し、1Rダースチョークで一本負け。
2022年4月17日、RIZIN.35で芦田崇宏と対戦し、タックルでテイクダウンした後肘やパウンドを当て続け、3-0の判定勝ちを収めた。
2022年7月2日、RIZIN.36で山本空良と対戦し、0-3の判定負けを喫した。
2023年4月1日、RIZIN.41で萩原京平と対戦。繰り返しタックルからバックポジションを奪うも、凌がれるとスタミナ切れを起こしてスタンドの展開で劣勢となり、0-3の判定負けを喫した。

## 戦績
| 総合格闘技 戦績 | 総合格闘技 戦績 | 総合格闘技 戦績 | 総合格闘技 戦績 | 総合格闘技 戦績 | 総合格闘技 戦績 | 総合格闘技 戦績 |
| --------------- | --------------- | --------------- | --------------- | --------------- | --------------- | --------------- |
| 26 試合         | (T)KO           | 一本            | 判定            | その他          | 引き分け        | 無効試合        |
| 14 勝           | 0               | 3               | 11              | 0               | 0               | 0               |
| 12 敗           | 0               | 1               | 11              | 0               | 0               | 0               |

| 勝敗 | 対戦相手                 | 試合結果                        | 大会名                                                             | 開催年月日     |
| ×    | 萩原京平                 | 5分3R終了 判定0-3               | RIZIN.41                                                           | 2023年4月1日   |
| ×    | 山本空良                 | 5分3R終了 判定0-3               | RIZIN.36                                                           | 2022年7月2日   |
| ○    | 芦田崇宏                 | 5分3R終了 判定3-0               | RIZIN.35                                                           | 2022年4月17日  |
| ×    | クレベル・コイケ         | 1R 4:22 ダースチョーク          | RIZIN.26                                                           | 2020年12月31日 |
| ×    | ヴガール・ケラモフ       | 5分3R終了 判定0-3               | RIZIN.21                                                           | 2020年2月22日  |
| ×    | ISAO                     | 5分5R終了 判定1-2               | PANCRASE 309 【フェザー級キング・オブ・パンクラス タイトルマッチ】 | 2019年10月20日 |
| ○    | 中島太一                 | 5分3R終了 判定2-1               | PANCRASE 304                                                       | 2019年4月14日  |
| ○    | 田中半蔵                 | 5分3R終了 判定2-1               | PANCRASE 300                                                       | 2018年10月21日 |
| ×    | 松嶋こよみ               | 5分3R終了 判定0-3               | PANCRASE 292                                                       | 2017年12月10日 |
| ○    | ISAO                     | 5分3R終了 判定2-1               | PANCRASE 289                                                       | 2017年8月20日  |
| ○    | 新居すぐる               | 5分3R終了 判定3-0               | PANCRASE 284                                                       | 2017年2月5日   |
| ×    | トレヴィン・ジョーンズ   | 5分5R終了 判定1-2               | PXC 55                                                             | 2016年11月18日 |
| ×    | クァク・グァンホ         | 5分5R終了 判定0-3               | PXC 51 【PXCバンタム級タイトルマッチ】                             | 2016年1月16日  |
| ○    | ロランド・ディ           | 5分3R終了 判定2-1               | PXC 48 【PXCバンタム級タイトルマッチ】                             | 2015年6月13日  |
| ○    | ロランド・ディ           | 5分5R終了 判定2-1               | PXC 45 【PXCバンタム級タイトルマッチ】                             | 2014年10月24日 |
| ○    | トロイ・バンチャグ       | 1R 4:40 アームロック            | PXC 44                                                             | 2014年6月27日  |
| ×    | 田中路教                 | 5分5R終了 判定0-3               | PXC 40 【PXCバンタム級タイトルマッチ】                             | 2013年10月25日 |
| ○    | ラッセル・ドーン         | 5分3R終了 判定2-1               | PXC 38                                                             | 2013年8月9日   |
| ○    | トレヴィン・ジョーンズ   | 5分3R終了 判定3-0               | PXC 36                                                             | 2013年3月8日   |
| ○    | スティーブ・グランデーサ | 1R 2:02 腕ひしぎ十字固め        | PXC 34                                                             | 2012年11月17日 |
| ○    | デリック・ランガマー     | 1R アームトライアングルチョーク | PXC 32                                                             | 2012年7月28日  |
| ×    | ジャゾラ・アブラシー     | 5分3R終了 判定0-3               | PXC 26                                                             | 2011年8月20日  |
| ×    | トレヴィン・ジョーンズ   | 5分3R終了 判定0-3               | PXC 23                                                             | 2011年4月29日  |
| ○    | ジョシュ・アルバレス     | 5分3R終了 判定3-0               | PXC 20                                                             | 2010年7月24日  |
| ×    | カイル・レイジェス       | 5分3R終了 判定0-3               | PXC 17                                                             | 2009年3月27日  |
| ○    | ジョン・デロス・レイエス | 5分3R終了 判定3-0               | PXC 15                                                             | 2008年7月25日  |

## 獲得タイトル
- 第4代PXCバンタム級王座（2014年）